# Karl Otto Froebel
Karl Otto Froebel (27 de diciembre de 1844-1906 ) fue un botánico, y horticultor suizo de ascendencia alemana, que trabajó en taxonomía.. Obtuvo varios híbridos y cultivares de plantas ornamentales.

## Algunas publicaciones

### Libros
- 1898. Die gattung Coffea und ihre arten: Inagural-dissertation, Rostock (El género Coffea y sus especies: tesis inaugural, Rostock). 67 pp.[3]

## Eponimia
Género
- (Epacridaceae) Froebelia Regel[4]

Especies
- (Araceae) Anthurium × froebelii Hort.[5]
- (Begoniaceae) Begonia froebelii A.DC.[6]
- (Boraginaceae) Lithospermum × froebelii Sünd.[7]
- (Brassicaceae) Aubrieta froebelii Hort. ex Guenthart[8]
- (Fabaceae) Swainsona froebelii Regel[9]
- (Orchidaceae) ×Pescatoscaphe froebeliana (Cogn.) Christenson[10]